# Efecte

Diagrama que mostra com X pot tenir efecte sobre Y

Un efecte és una conseqüència causal d'una acció o un agent, que és causa de l'efecte. L'efecte pot ser alhora causa d'altres efectes, un cas particular n'és l'efecte en cadena. És a dir, que una acció o fenomen és efecte si es mira des del punt de vista de la causalitat respecte a un altre que l'ha produït o ha contribuït a fer que es produeixi. Les relacions entre causes i efectes han estat estudiats a la filosofia (Aristòtil, Hume i molts altres) i també a la ciència i l'enginyeria, des del control estadístic de processos a modelitzacions de tota mena, estudis AMFE, causa-efecte i altres eines d'Ishikawa, cerques de correlacions entre variables o situacions, demostracions o no de causalitats i casualitats, aleatorietats, etc.
Una mateixa causa pot tenir diversos efectes, tots alhora o respectius, segons circumstàncies o altres factors. Un mateix efecte pot ser conseqüència de més d'una causa o conjunt de causes. Les relacions entre causa i efecte són la base de les demostracions matemàtiques. A la física és fonamental la distinció entre efectes reversibles i irreversibles. A la filosofia són importants especialment a corrents com el determinisme, el mecanicisme i l'empirisme, i també a la filosofia clàssica del mètode científic newtonià.
En medicina i psicologia, un medicament o tractament és efectiu, o sigui, "té efecte", quan produeix un canvi en l'individu que el segueix. De vegades, a les proves cal que algunes persones o animals no segueixin el tractament per a comparar-les amb les que sí ho fan. Pot ser que prenguin un fals medicament, o substància neutra, que per exemple contingui només expedient. En aquest cas, de vegades ha passat que el medicament neutre tingui un efecte mesurable, que podria ser d'origen psicològic, i que és conegut amb el nom d'efecte placebo.